# Straighten Up and Fly Right
«Straighten Up and Fly Right» — песня американского певца Нэта Кинга Коула.
В 1998 году оригинальный сингл коллектива Трио Кинга Коула (King Cole Trio) с этой песней (вышедший в 1944 году на лейбле Capitol Records) был принят в Зал славы премии «Грэмми».